# Le Défi mondial
Le Défi mondial est une série télévisée canadienne diffusée en 1986.
Cette super-série de six heures sur l'état de la planète est une adaptation originale du best-seller de Jean-Jacques Servan-Schreiber présentée par Peter Ustinov. La diffusion en rafales de la série sur les ondes de Radio-Canada avait captivé plus d'un million et demi de téléspectateurs durant six semaines consécutives. La version anglaise est coanimée par Peter Ustinov et Patrick Watson.

## Épisodes
1. L'heure qui sonne
2. Les rendez-vous manqués
3. Le monde lié
4. Les miroirs brisés
5. Le miracle japonais
6. Le défi mondial

## Récompenses
- La Presse : Prix de l'Excellence, personnalité de la semaine du 12 janvier 1986 pour la qualité exceptionnelle de la série
- Prix Gémeaux 1986 : meilleur texte, émission documentaire, meilleure production documentaire, meilleure réalisation documentaire

## Nomination
- Sélection officielle de Festival mondial de télévision de Banff 1986